# Водолага, Лука Сергеевич
Лука Сергеевич Водолага (укр. Лука Сергійович Водолага; 25 декабря 1919 года, село Водолаговка, Маячковская волость, Кобелякский уезд, Полтавская губерния — 8 ноября 1991 года, с. Рассошенцы, Полтавский район, Полтавская область) — председатель колхоза имени Чапаева Нехворощанского района Полтавской области, Украинская ССР. Герой Социалистического Труда (1948).

## Биография
Родился в 1919 году в крестьянской семье в селе Водолаговка Кобелякского уезда Полтавской губернии. После начала Великой Отечественной войны был призван на фронт. Воевал разведчиком в составе 321-го стрелкового полка 56-й стрелковой дивизии. В 1943 году получил серьёзное ранение, в результате чего ему ампутировали ногу. После демобилизации возвратился на Украину. Был избран председателем колхоза имени Чапаева Нехворощанского района Полтавской области. Руководил этим предприятием до 1950 года.
В 1948 году был удостоен звания Героя Социалистического Труда «за получение высоких урожаев ржи, пшеницы и сахарной свеклы при выполнении колхозом обязательных поставок и натуроплаты за работу МТС в 1947 году и обеспеченности семенами зерновых культур для весеннего сева 1948 года, получение урожая пшеницы 32,2 центнера с гектара на площади 41 гектар».
В 1953 году избран председателем колхоза имени Шевченко. С 1958 по 1978 года — на руководящих должностях государственной администрации Полтавской области.
После выхода на пенсию проживал в селе Розсошенцы в пригороде Полтавы. Умер 8 ноября 1991 года, похоронен на кладбище в с. Розсошенцы.

## Награды
- Герой Социалистического Труда — указом Президиума Верховного Совета СССР от 10 мая 1948 года
- Орден Ленина
- Орден Отечественной войны 2 степени